# Tourey

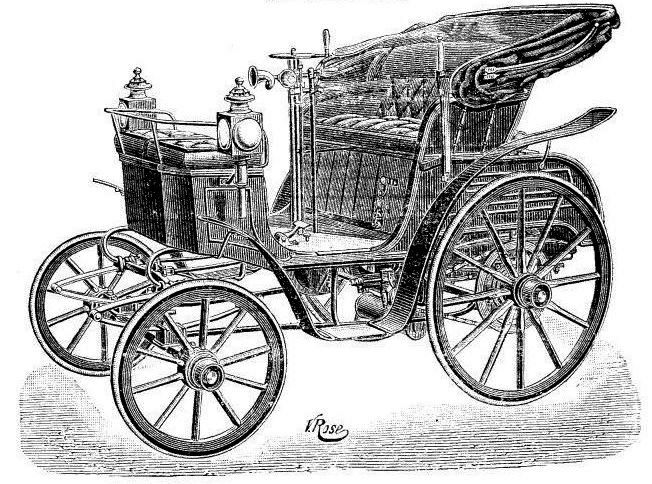
Tourey 4 CV Duc (1898)

Jules Tourey war ein französischer Hersteller von Automobilen.

## Unternehmensgeschichte
Das Unternehmen aus Paris, 66 rue de Sévres, begann 1898 mit der Produktion von Automobilen. Der Markenname lautete Tourey. Im gleichen Jahr endete die Produktion bereits wieder.

## Fahrzeuge
Das einzige Modell Petit Duc war mit einem Einzylindermotor mit 4 PS Leistung ausgestattet. Der Motor mit elektrischer Zündung war im Heck montiert. Der Petit Duc war 2,30 m lang, 1,35 m breit und wog rund 500 kg; die Höchstgeschwindigkeit war mit 20 km/h angegeben. Die offene Karosserie bot wahlweise Platz für drei oder vier Personen.